# Susan Pedersen
Susan „Sue“ Jane Pedersen, później Pankey (ur. 16 października 1953 w Sacramento) – amerykańska pływaczka. Wielokrotna medalistka olimpijska z Meksyku.
Największe sukcesy odnosiła w stylu dowolnym i zmiennym. Podczas IO 68 zdobyła cztery medale: dwa złote w sztafecie i dwa srebrne w konkurencjach indywidualnych. Podczas imprezy ukończyła 15 lat. Była rekordzistką świata (200 m kraulem).

## Starty olimpijskie
Meksyk 1968
- 4 × 100 m zmiennym, 4 × 100 m kraulem –  złoto
- 100 m kraulem, 200 m zmiennym –  srebro